# الحزب الديمقراطي التقدمي الكردي
الحزب الديمقراطي التقدمي الكردي في سوريا هو من الأحزاب الكردية في سوريا، بقيادة الدكتور احمد بركات، تأسس عام 1976، وهو يعتبر الحزب الكردي الأول غرب كوردستان-سوريا الذي تأسس في 14 حزيران 1957 ويعتبره الكثيرون[من؟] أكثر الأحزاب موضوعية، وواقعية في سوريا بسياساته المرنة بعيدًا عن التعصب القومي، والبعيدة عن استغلال عواطف الكورد، وانتقل الى النشاط العسكري مع بدء انتشار خطر داعش على المنطقة ، وكان يشكل ثلث قوات حماية الشعب YPG ، قبل أن يفكك جناحه العسكري نظراً لخلاف على السياسة التي يجب ان تحكم بها المنطقة بينه وبين YPG.
عانى في الأونة الاخيرة الكثير من الإشكالات الداخلية كأغلبية أحزاب الحركة الكردية[بحاجة لدقة أكثر] في سوريا مما أدى لتشكيل تيارات بداخل الحزب تلهي الناس عن القضايا الأساسية وحالياً تم تشكيل تيار يسمى بتيار الإصلاح بقيادة القيادي فيصل يوسف.[بحاجة لمصدر]